# 伊朗航空277号班机空难
伊朗航空277号班机是伊朗国内的一趟定期航班。由伊朗航空经营。当地时间2011年1月9日19时45分，执行此航班的波音727-286Adv，在即将降落乌尔米耶机场时坠毁。当时机上有105人
。

## 傷亡
是次空難共有77人死亡，26人受傷。由於空難地點的降雪一直持續著，導致救援工作陷入膠著。當地一位官員說：「救援工作的主要問題在於大雪。」他還表示，積雪厚度達到70 cm（28英寸）的高度。空難發生後，至少有36輛救護車和11所醫院加入了救援行動。

### 死亡人數
| 國籍   | 死亡人數 | 死亡人數 | 總計 |
| 國籍   | 乘客     | 機組人員 | 總計 |
| ------ | -------- | -------- | ---- |
| 伊拉克 | 4        | 0        | 4    |
| 伊朗   | 73       | 0        | 73   |

## 調查
伊朗當局事後立即下令調查這起空難。就在事故發生一天後，搜救隊尋獲了班機的飛行紀錄儀。伊朗交通運輸部亦表示，會組成若干個工作小組進行空難事件的調查，而伊朗民航組織將負責監督調查作業。